# Севърн
Вижте пояснителната страница за други значения на Севърн.
Северн  (на английски: Severn; на уелски: Afon Hafren, Хаврен) е най-дългата и втората по важност след Темза река във Великобритания (Централен Уелс и Югозападна Англия), вливаща се в Бристълския залив на Атлантическия океан. Дължина 354 km, площ на водосборния басейн 11 420 km².

## Географска характеристика
Река Севърн води началото си на 613 m н.в., от източното подножие на масива Плинлимън (част от Камбрийските планини), в централната част на Уелс. В горното течение, до границата с Англия тече в североизточно посока в сравнително тясна (1,2 km) долина с няколко малки водопада и бързеи. На територията на Англия в началото тече на изток и югоизток през хълмистата равнина Шрусбъри, а след това на юг и юг-югозапад през равнината Глостър, като в този участък Севърн става голяма и пълноводна река. Влива се в Бристълския залив на Атлантическия океан чрез дълъг над 30 km естуар, устието на който е срещу град Бристъл, с ширина 4,5 km.
Водосборният басейн на Севърн обхваща площ от 11 420 km². Речната ѝ мрежа е двустранно развита с гъстота 0,7 km/km². На юг, югозапад, запад и север водосборният басейн на Севърн граничи с водосборните басейни на реките Ейвън, Аск, Тауи, Тайви, Дови, Ди, Уивер и други по-малки, вливащи се в Атлантическия океан, а на североизток и изток – с водосборните басейни на реките Трент, Уелънд, Нин и Темза (от басейна на Северно море).
Основни притоци:
- леви – Вирнуи (64 km), Терн (48 km), Ейвън (137 km, 2670 km²);
- десни – Тим (130 km), Уай (215 km, 4136 km²)[1]

Река Севърн има предимно дъждовно подхранване с почти целогодишно пълноводие, с максимум през есента и зимата. Среден годишен отток в устието 105 m³/sec, максимален 252 m³/sec, минимален 19,5 m³/sec.Коефициент на меандриране 1,3. По време на прилив нивото на естуара и най-долното течение се покачва максимално с 14,6 m.

## Стопанско значение, селища
Севърн има важно транспортно значение за Великобритания. Тя е плавателна за плиткогазещи речни съдове на 244 km от устието си (до уелския град Уелшпул), а в долното си течение, до град Глостър – за морски кораби с водизместимост до 300 т. Чрез изградени плавателни санали Севърн се свързва с рекиге Темза, Трент и Мърси. Над естуарът ѝ северно от Бристъл са построени два големи и високи моста, а под него – железопътен тунел (дължина 7200 m³). Над реката през 1779 г. е изграден първият метален мост в света.
Долината на реката е гъсто заселена, като най-големите селища са градовете: Шрусбъри, Устър и Глостър в Англия.